# Plössl-Okular
Das Plössl-Okular ist in der Geschichte der Optik das erste farbreine Mikroskop- und Teleskopokular. Es hat durch seine relativ einfache Bauweise und geringe Herstellungskosten weite Verbreitung gefunden.

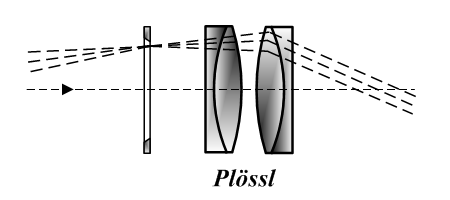
Plössl-Okular

Es wurde um 1840 vom Wiener Optiker Simon Plößl (1794–1868) erfunden und war 50 Jahre später der Anlass für eine Weiterentwicklung durch den Zeiss-Mitbegründer Ernst Abbe zu den orthoskopischen Okularen.
Das Plössl-Okular besteht aus zwei achromatischen (verkitteten) Linsen, die mit ihren konvexen Flächen zueinander schauen. Die Achromate sorgen für weitgehende Farbreinheit, die Anordnung der vier Linsen für ein gutes Fernrohr-Gesichtsfeld mit nur geringen Randverzerrungen.
Es gibt sie heute mit Brennweiten von etwa 4 bis 40 mm. Meistens werden sie mit einem Außendurchmesser von 1¼ Zoll (ca. 32 mm) gebaut, was das häufigste Maß der Steckhülsen von Fernrohren ist.
Heute sind fast alle von Amateurastronomen verwendeten Fernrohre standardmäßig mit Plössl-Okularen ausgestattet. Fallweise werden sie durch teurere Weitwinkelokulare ergänzt. Auch in der Mikroskopie und für Feldstecher werden sie überwiegend eingesetzt.
Eine wichtige Weiterentwicklung ist das Erfle-Okular, bei dem der vordere Achromat eine geringere Brennweite hat und dahinter noch eine Sammellinse eingefügt wird. Dadurch lässt es sich als Weitwinkelokular mit einem Gesichtsfeld bis 70° konstruieren.